# .aw
.aw là tên miền Internet quốc gia (ccTLD) dành cho Aruba. Nó được quản lý bởi SETAR. Có thể đăng ký tên miền dưới.aw ở cấp 2, và cũng có tiểu tên miền .com.aw dành cho những website thương mại.